# Viwa Island
Viwa Island är en ö i Fiji.   Den ligger i divisionen Västra divisionen, i den nordvästra delen av landet, 200 km nordväst om huvudstaden Suva. Arean är 4,9 kvadratkilometer.
Terrängen på Viwa Island är mycket platt. Öns högsta punkt är 22 meter över havet. Den sträcker sig 3,5 kilometer i nord-sydlig riktning, och 2,9 kilometer i öst-västlig riktning.